# Ilma Kazazić
Ilma Kazazić est une skieuse handisport bosnienne, née le 26 mai 1998 à Sarajevo.

## Biographie
Elle est désignée porte-drapeau de la délégation bosnienne aux cérémonie d'ouverture des Jeux paralympiques d'hiver de 2014 et de 2018.

## Palmarès

### Jeux paralympiques
| Épreuve / Édition | Sotchi 2014 | Pyeongchang 2018 | Pékin 2022 |
| ----------------- | ----------- | ---------------- | ---------- |
| Slalom géant      | DNF         | 15e              | 16e        |
| Slalom            | DNF         | 12e              |            |